# Cova de Podlipa

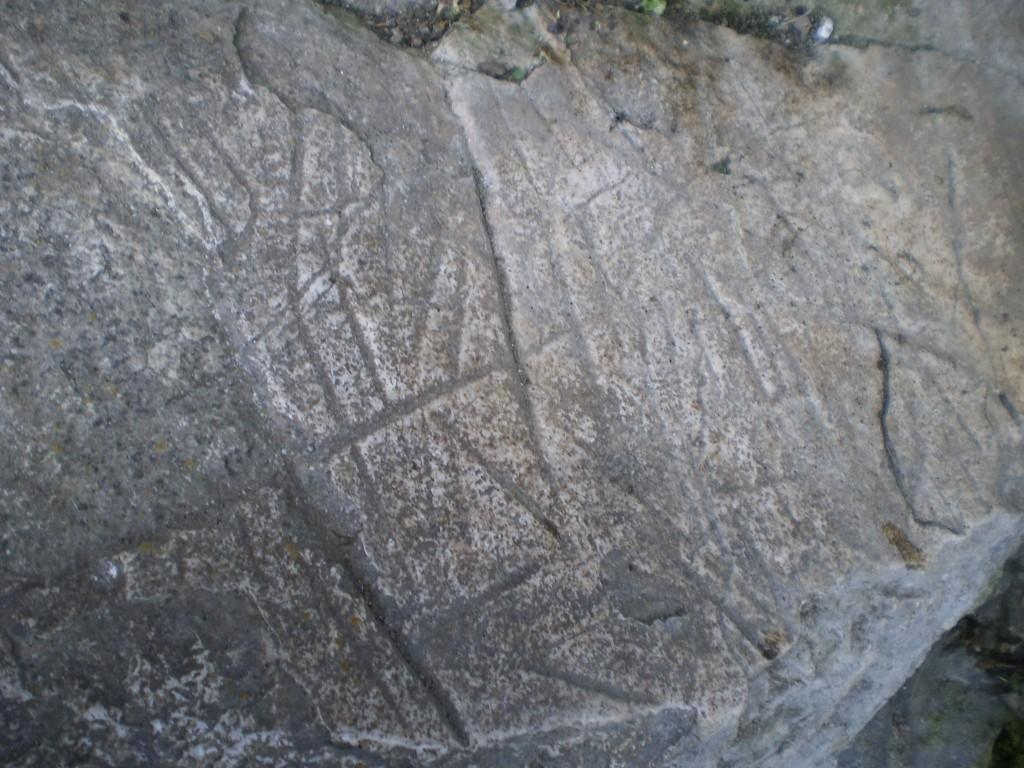
Restes prehistòriques de la cova.

La Cova de Podlipa és una cova situada a l'altiplà de Glasina, al poble de Sokolac de la República Sèrbia. La població local li dona aquest nom, que traduït al català seria la Cova sota la calç. La primera investigació arqueològica sistemàtica del lloc de Kadica Brdo es va dur a terme el 1991 sota la direcció de l'arqueòleg Zilka Kujundžić-Vejzagić del Museu Nacional de Sarajevo. Es va trobar una gran quantitat de material arqueològic, eines i instruments de pedra o artefactes del Paleolític inferior, mitjà i superior. En dues sondes davant de la cova, es van trobar restes d'un os (Ursus spelaeus). Els caçadors-col·lectors del Paleolític van deixar sota la calç cartells gravats en pedra de l'art paleolític. És l'única mostra d'art rupestre del Paleolític a la República Oriental de Sèrbia. Les restes neandertals d'uns 40.000 anys d'antiguitat es van trobar a l'indret anomenat Pod Lip. Aquesta cova està protegida per l'Institut per a la Protecció del Patrimoni Cultural, Històric i Natural de la República Sèrbia i és un bé natural de la categoria I.